# Ângulo (Paraná)
Ângulo, amtlich portugiesisch Município de Ângulo, deutsch Winkel, ist eine kleine brasilianische Gemeinde im Bundesstaat Paraná. Es hat 3235  Einwohner (2022), die Angulenser genannt werden und auf einer Gemeindefläche von rund 106 km² leben. Sie steht an 361. Stelle der 399 Munizipien des Bundesstaates. Die Entfernung zur Hauptstadt Curitiba beträgt 448 km. Sie ist Teil der Metropolregion Maringá in Nordparaná.

## Geographie
Umliegende Gemeinden sind Maringá, Mandaguaçu, Flórida, Santa Fé und Iguaraçu. Die westliche Grenze führt entlang des Rio Pirapó.
Das Biom ist Mata Atlântica. Sie liegt auf der dritten paranaischen Hochebene, dem Terceiro Planalto Paranaense, der Boden ist fruchtbare Terra Roxa.

## Geschichte
Sie erhielt am 3. September 1990 Stadtrechte und wurde aus Iguaraçu ausgegliedert.

## Kommunalverwaltung
Die Exekutive liegt bei dem Stadtpräfekten (Bürgermeister). Bei der Kommunalwahl in Brasilien 2020 wurde Rogério Aparecido Bernardo des Partido Social Democrático (PSD) zum Stadtpräfekten für die Amtszeit von 2021 bis 2024 mit 1760 oder 79,95 % der gültigen Stimmen wiedergewählt.
Die Legislative liegt bei einem 9-köpfigen gewählten Stadtrat, den vereadores der Câmara Municipal.
Die Gemeinde besteht aus einem gesamten Verwaltungsbezirk, dem Distrito de Ângulo.